# Waddill Catchings
Waddill Catchings (* 6. September 1879; † 31. Dezember 1967) war ein amerikanischer Wirtschaftswissenschaftler, der gemeinsam mit seinem Harvard-Kommilitonen William Trufant Foster eine Reihe von Ökonomie-Lehrbüchern verfasste, die in den Vereinigten Staaten der 1920er Jahre sehr einflussreich waren: Money (1923), Profits (1925), Business Without a Buyer (1927), The Road to Plenty (1928) sowie Progress and Plenty (1930).
1918 trat er bei Goldman Sachs ein; 1928 war Catchings der Partner mit dem größten Anteil an der Firma. Die von ihm gegründete Goldman Sachs Trading Corp., ein geschlossener Fonds, ging während des Börsenzusammenbruchs 1929 bankrott und Goldman Sachs verlor so insgesamt 13 Millionen Dollar. 1930 schied er wenige Monate vor seinem eigentlichen Vertragsende – auf besonderes Drängen von Arthur und Walter Sachs hin, die während dieser Zeit die Firmendependance in Europa aufbauten – gegen eine Zahlung von $250.000 vorzeitig aus.